# 케필 두르
케필 두르(웨일스어: Ceffyl Dŵr)는 웨일스 민담에 등장하는 물말로, 스코틀랜드의 켈피에 대응하는 존재이다.
Marie Trevelyan 가 쓴 책 Folk-lore and Folk-tales of Wales에 보면 케필 두르는 몸의 모습을 바꿀 수 있고 날아다닐 수도 있으나, 그 상세는 지역별로 다르다. 예컨대 북웨일스에서는 어두운 색에 불타는 눈을 가진 험악하고 무시무시한 짐승인 반면, 남웨일스에서는 해로워 봤자 까불락거리는 성가신 것 정도이고 긍정적일 경우에는 빛나는 환상적인 날개달린 말이라고 하는 경우도 있다.
케필 두르는 산속의 웅덩이나 폭포에 산다고 한다. 분명히 형체가 있지만 때로는 증발해서 안개 속으로 사라진다. 어떤 전설에서는 케필 두르가 물속에서 박차올라 혼자 다니던 여행자를 덮쳐 죽였다는 것도 있다.
어떤 전설에서는 케필 두르가 부주의한 여행자를 유혹해서 자기 등에 태운 뒤 하늘로 날아간다. 상공 높은 곳에 도달하자 케필 두르는 증발해 사라지고, 불운한 여행자는 땅에 떨어져 죽는다고 한다.

## 참고 자료
- Evans, Thomas Christopher (1887). History of Llangynwyd parish.
- Rose, Carol (2001). Giants, Monsters & Dragons, An Encyclopedia of Folklore, Legend and Myth. W. W. Norton & Company. ISBN 978-0-393-32211-8.
- Trevelyan, Marie (1973). Folk-lore and folk-stories of Wales. EP Publishing. 2014년 5월 18일에 원본 문서에서 보존된 문서. 2014년 12월 5일에 확인함.